# Pritchardia affinis
Pritchardia affinis là một loài thực vật có hoa thuộc họ Arecaceae. Loài này chỉ có ở hòn đảo Hawaii. Chúng hiện đang bị đe dọa vì mất môi trường sống.

## Hình ảnh

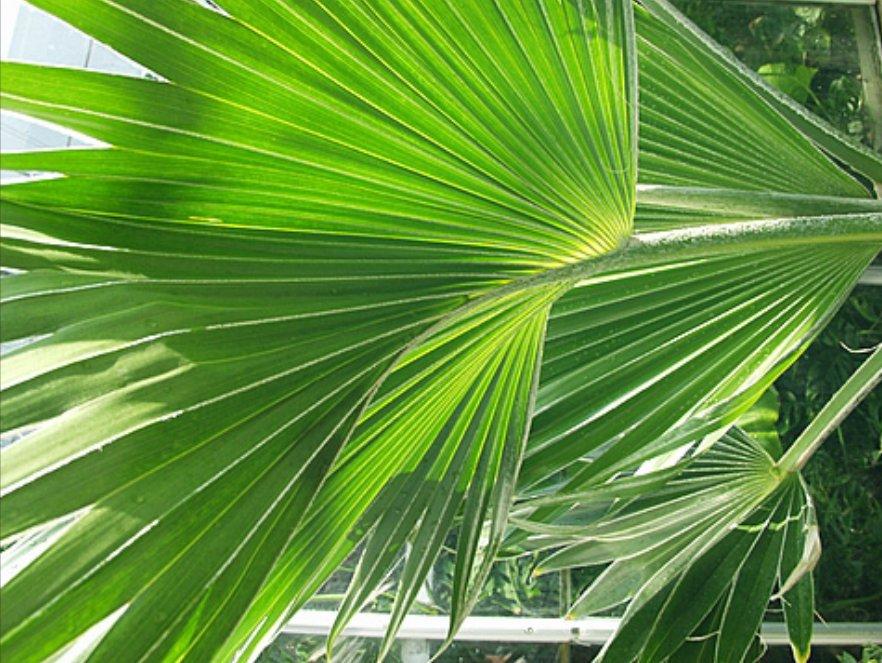
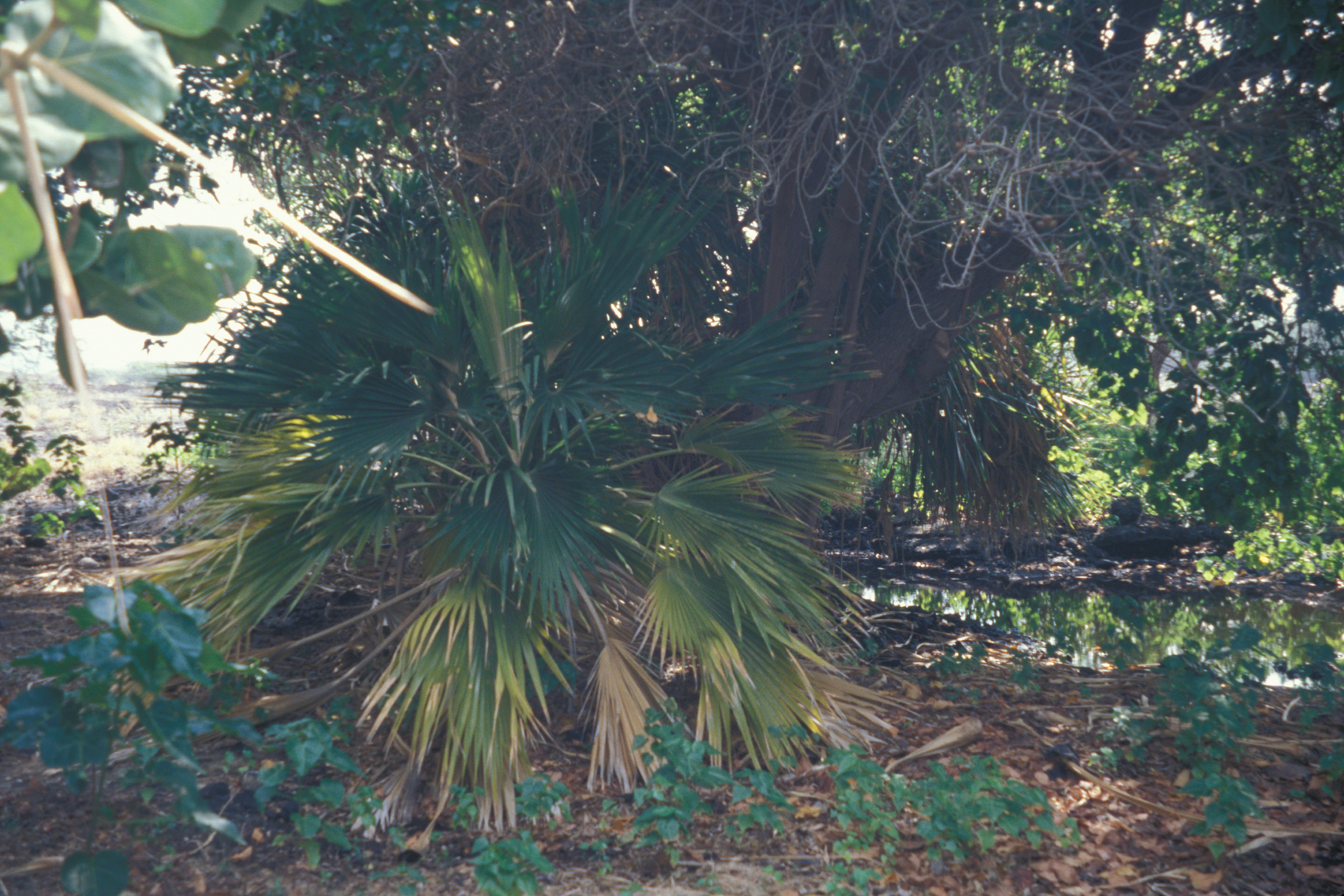
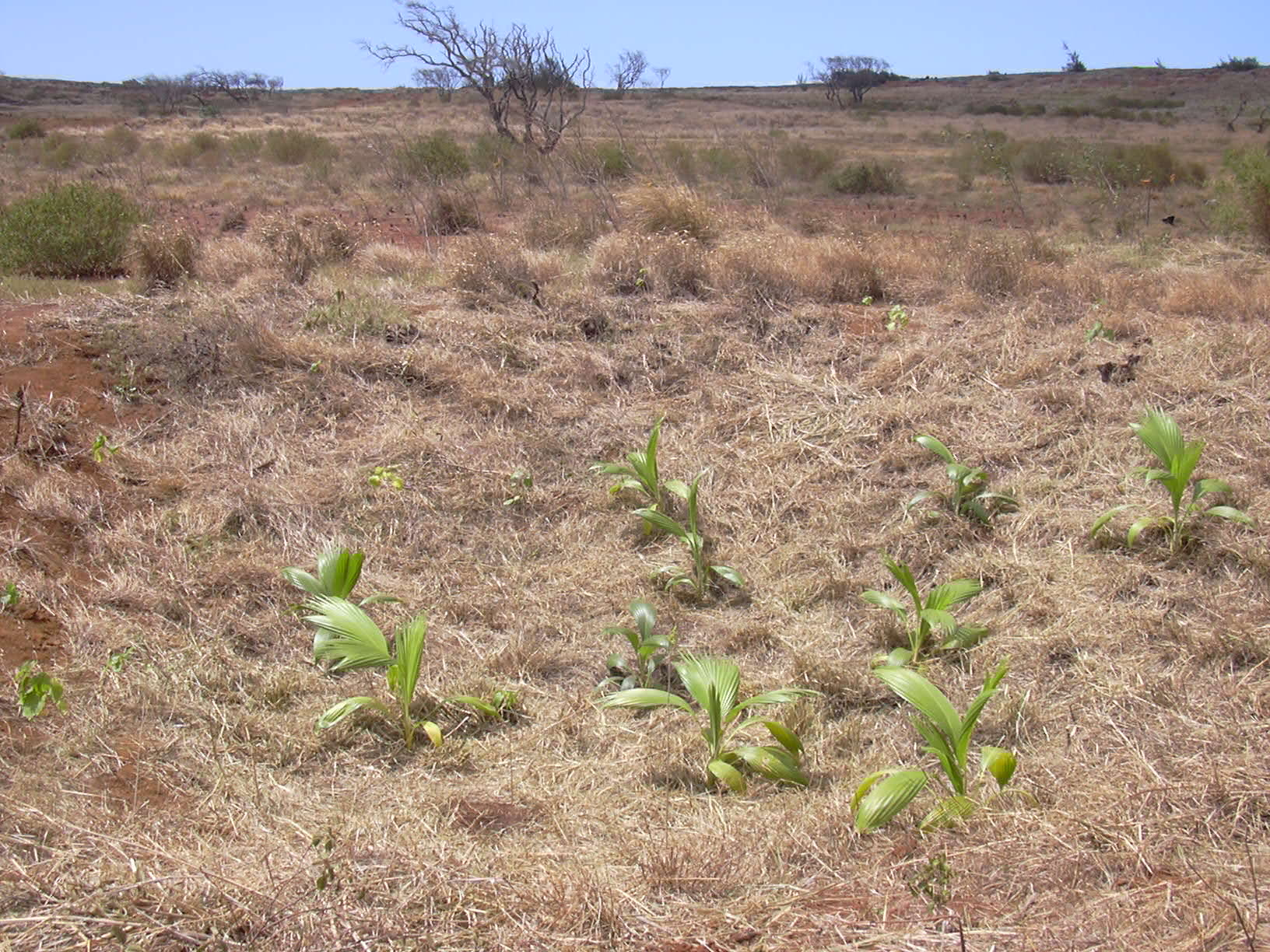
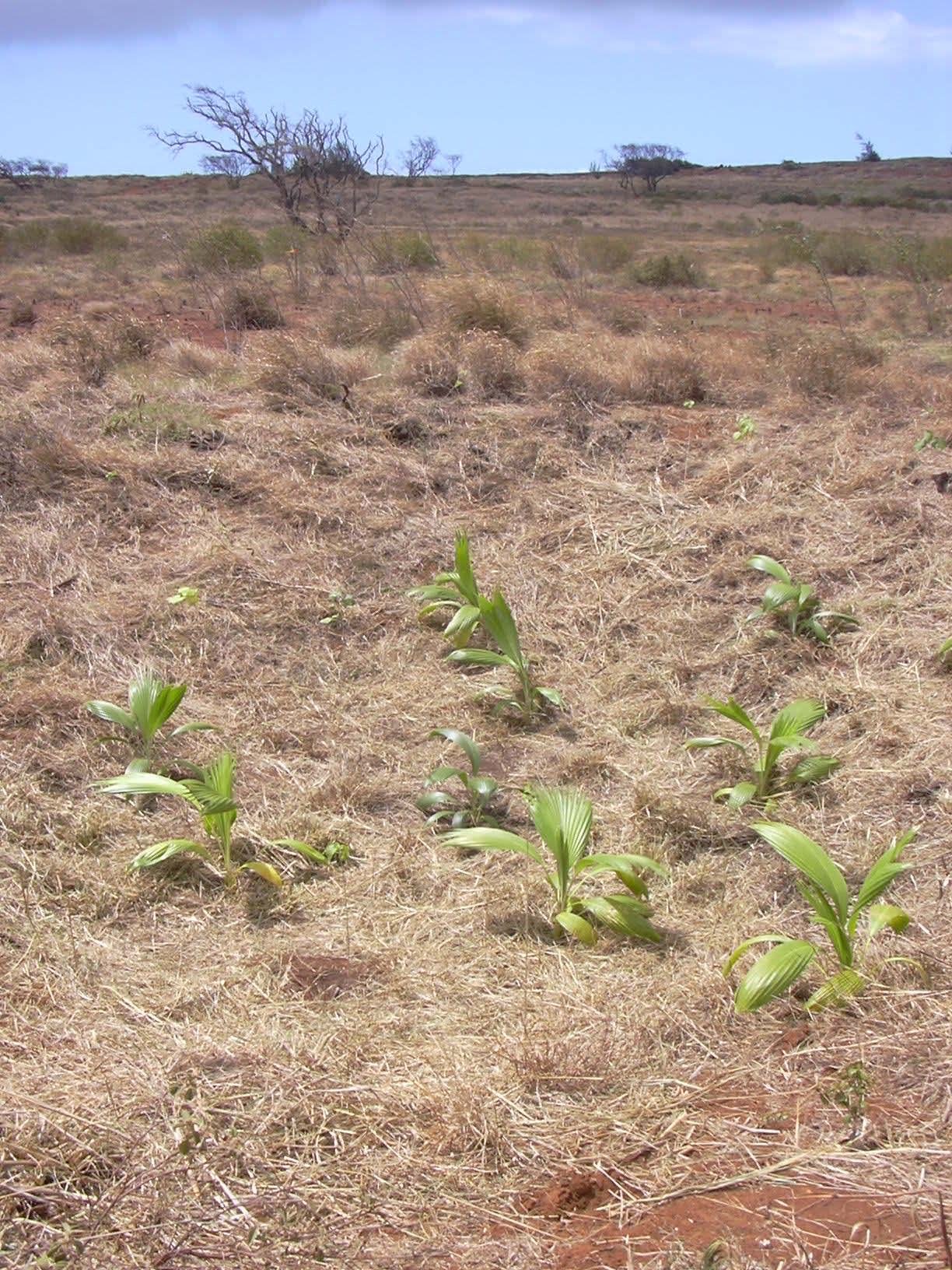